# Glen Johnson (boxeador)
Glengoffe Donovan Johnson, más conocido como Glen Johsnon (Clarendon, Jamaica, 2 de enero de 1969), es un boxeador profesional que fue campeón del mundo de la Federación Internacional de Boxeo (FIB) y de Ring Magazine de peso supermediano.

## Biografía

### Carrera profesional
Su primera oportunidad por un título llegó en 1997 contra Bernard Hopkins. A este combate llegaba sin ninguna derrotar en su haber, y perdió por un KO Técnico en la undécima ronda. No volvería a pelear por un título hasta 1999, donde perdería contra Sven Ottke, por el campeonato del FIB.
Tuvo otra oportunidad por este título que tenía Clinton Woods en 2003, empatando en su primer combate, pero ganando Johnson en el segundo por una decisión unánime consiguiendo su primer gran título. Su primera defensa fue contra Roy Jones Jr., donde estaba en juego su cinturón. Sorprendentemente, Johnson se alzó con la victoria por un knockout en la novena ronda.
En su siguiente pelea vencería a Antonio Tarver en el Staples Center en 2004, por el campeonato de The Ring, perdiendo el título en la revancha contra Tarver por una decisión unánime.
En 2010 participó en el Super Six World Boxing Classic en sustitución de Mikkel Kessler. Glen se clasificó en tercera posición para las semifinales enfrentándose a Carl Froch, perdiendo por una decisión dividida, en una pelea por el títulos del Consejo Mundial de Boxeo.
Tras ser eliminado del torneo Super Six, se enfrentó a Lucian Bute por el campeonato del FIB, en lo que hasta la fecha ha sido su última pelea, saliendo derrotado.
En 2004 fue elegido como boxeador del año por The Ring Magazine.

## Récord profesional
| 54 Ganadas (37 KOs), 21 Derrotas, 2 Empates |         |                      |      |               |            |                                                                     |                                                                                                   |
| Res.                                        | Récord  | Oponente             | Tipo | Rd., Tiempo   | Datos      | Localidad                                                           | Notas                                                                                             |
| D                                           | 54–21–2 | Avni Yıldırım        | UD   | 10            | 15-08-2015 | Mana Wynwood Convention Center, Miami, Florida, EE. UU.             | Por el título vacante WBC Silver International del peso semipesado                                |
| D                                           | 54–20–2 | Erik Skoglund        | UD   | 10            | 13-12-2014 | MusikTeatret Albertslund, Copenhague, Dinamarca                     |                                                                                                   |
| D                                           | 54–19–2 | Ilunga Makabu        | TKO  | 9 (12), 2:40  | 28-06-2014 | Grand Hôtel de Kinshasa, Kinshasa, DR Congo                         | Por el título vacante WBC International del peso crucero                                          |
| G                                           | 54–18–2 | Jaime Velasquez      | TKO  | 4 (8), 1:59   | 21-02-2014 | Twin River Event Center, Lincoln, Rhode Island, EE. UU.             |                                                                                                   |
| G                                           | 53–18–2 | Bobby Gunn           | UD   | 8             | 18-12-2013 | Sands Casino Resort, Bethlehem, Pensilvania, EE. UU.                |                                                                                                   |
| G                                           | 52–18–2 | Junior Ramos         | TKO  | 2 (10), 0:37  | 19-04-2013 | Polideportivo San Martín de PorresLa Romana, Dominican Republic     |                                                                                                   |
| D                                           | 51–18–2 | George Groves        | UD   | 12            | 15-12-2012 | ExCeL, Londres, Inglaterra                                          | Por el título de la Commonwealth del peso supermediano                                            |
| D                                           | 51–17–2 | Andrzej Fonfara      | UD   | 10            | 13-07-2012 | UIC Pavilion, Chicago, Illinois, EE. UU.                            |                                                                                                   |
| D                                           | 51–16–2 | Lucian Bute          | UD   | 12            | 05-11-2011 | Colisée Pepsi, Quebec City, Quebec, Canadá                          | Por el título de la IBF del peso supermediano                                                     |
| D                                           | 51–15–2 | Carl Froch           | MD   | 12            | 04-06-2011 | Boardwalk Hall, Atlantic City, Nueva Jersey, EE. UU.                | Por el título mundial de la WBC del peso supermediano; Super Six World Boxing Classic: semi-final |
| G                                           | 51–14–2 | Allan Green          | TKO  | 8 (12), 0:36  | 06-11-2010 | MGM Grand Garden Arena, Paradise, Nevada, EE. UU.                   |                                                                                                   |
| D                                           | 50–14–2 | Tavoris Cloud        | UD   | 12            | 07-08-2010 | Scottrade Center, San Luis, Misuri, EE. UU.                         | Por el título de la IBF del peso semipesado                                                       |
| G                                           | 50–13–2 | Yusaf Mack           | TKO  | 6 (12), 2:21  | 05-02-2010 | Don Taft University Center Arena, Fort Lauderdale, Florida, EE. UU. |                                                                                                   |
| D                                           | 49–13–2 | Chad Dawson          | UD   | 12            | 07-11-2009 | XL Center, Hartford, Connecticut, EE. UU.                           | Por el título de la IBO y el título interino vacante de la WBC del peso semipesado                |
| G                                           | 49–12–2 | Daniel Judah         | UD   | 10            | 27-02-2009 | Seminole Hard Rock Hotel & Casino, Hollywood, Florida, EE. UU.      |                                                                                                   |
| G                                           | 48–12–2 | Aaron Norwood        | TKO  | 4 (10), 1:20  | 11-11-2008 | Seminole Hard Rock Hotel & Casino, Hollywood, Florida, EE. UU.      |                                                                                                   |
| D                                           | 47–12–2 | Chad Dawson          | UD   | 12            | 12-04-2008 | St. Pete Times Forum, Tampa, Florida, EE. UU.                       | Por el título mundial de la WBC del peso semipesado                                               |
| G                                           | 47–11–2 | Hugo Pineda          | TKO  | 8 (10), 0:49  | 15-01-2008 | Bally's Park Place, Atlantic City, New Jersey, EE. UU.              |                                                                                                   |
| G                                           | 46–11–2 | Fred Moore           | KO   | 5 (10), 2:45  | 27-07-2007 | Sheraton Hotel, Miami, Florida, EE. UU.                             |                                                                                                   |
| G                                           | 45–11–2 | Montell Griffin      | TKO  | 11 (12), 2:38 | 16-05-2007 | Seminole Hard Rock Hotel & Casino, Hollywood, Florida, EE. UU.      |                                                                                                   |
| D                                           | 44–11–2 | Clinton Woods        | SD   | 12            | 02-09-2006 | Bolton Arena, Bolton, Inglaterra                                    | Por el título de la IBF del peso semipesado                                                       |
| G                                           | 44–10–2 | Richard Hall         | UD   | 12            | 24-02-2006 | Seminole Hard Rock Hotel & Casino, Hollywood, Florida, EE. UU.      | Gana el título vacante de la IBA del peso semipesado                                              |
| G                                           | 43–10–2 | George Khalid Jones  | TKO  | 10 (12), 2:30 | 30-09-2005 | Cache Creek Casino Resort, Brooks, California, EE. UU.              |                                                                                                   |
| D                                           | 42–10–2 | Antonio Tarver       | UD   | 12            | 18-06-2005 | FedExForum, Memphis, Tennessee, EE. UU.                             | Pierde los títulos de la IBO y The Ring del peso semipesado                                       |
| G                                           | 42–9–2  | Antonio Tarver       | SD   | 12            | 18-12-2004 | Staples Center, Los Ángeles, California, EE. UU.                    | Gana los títulos de la IBO y The Ring del peso semipesado                                         |
| G                                           | 41–9–2  | Roy Jones Jr.        | KO   | 9 (12), 0:48  | 25-09-2004 | FedExForum, Memphis, Tennessee, EE. UU.                             | Retiene el título mundial de la IBF del peso semipesado                                           |
| G                                           | 40–9–2  | Clinton Woods        | UD   | 12            | 06-02-2004 | Ponds Forge, Sheffield, Inglaterra                                  | Gana el título vacante de la IBF del peso semipesado                                              |
| E                                           | 39–9–2  | Clinton Woods        | SD   | 12            | 07-11-2003 | Hillsborough Leisure Centre, Sheffield, Inglaterra                  | Por el título vacante de la IBF del peso semipesado                                               |
| G                                           | 39–9–1  | Eric Harding         | UD   | 12            | 18-05-2003 | Jimmy's Bronx Cafe, New York City, New York, EE. UU.                | Gana el título vacante de la USBA del peso semipesado                                             |
| E                                           | 38–9–1  | Daniel Judah         | SD   | 10            | 04-04-2003 | Mohegan Sun Arena, Montville, Connecticut, EE. UU.                  |                                                                                                   |
| D                                           | 38–9    | Julio César González | MD   | 10            | 24-01-2003 | Crowne Plaza, Commerce, California, EE. UU.                         |                                                                                                   |
| D                                           | 38–8    | Derrick Harmon       | UD   | 10            | 14-04-2002 | Hard Rock Hotel and Casino, Paradise, Nevada, EE. UU.               |                                                                                                   |
| G                                           | 38–7    | Thomas Ulrich        | KO   | 6 (12)        | 28-07-2001 | Estrel Hotel, Berlín, Alemania                                      | Gana el título WBO Intercontinental del peso semipesado                                           |
| G                                           | 37–7    | Toks Owoh            | TKO  | 6 (12), 2:05  | 23-09-2000 | York Hall, Londres, Inglaterra                                      | Gana el título vacante IBF Intercontinental del peso supermediano                                 |
| D                                           | 36–7    | Omar Sheika          | MD   | 10            | 02-06-2000 | The Blue Horizon, Filadelfia, Pensilvania, EE. UU.                  |                                                                                                   |
| D                                           | 36–6    | Silvio Branco        | UD   | 12            | 15-04-2000 | Padua, Italia                                                       | Por el título vacante de la WBU del peso supermediano                                             |
| D                                           | 36–5    | Syd Vanderpool       | UD   | 10            | 28-01-2000 | The Ruins, Nueva Orleans, Luisiana, EE. UU.                         |                                                                                                   |
| D                                           | 36–4    | Sven Ottke           | UD   | 12            | 27-11-1999 | Philips Halle, Düsseldorf, Alemania                                 | Por el título mundial de la IBF del peso supermediano                                             |
| G                                           | 36–3    | Marcelo Zimmerman    | TKO  | 1 (12)        | 16-10-1999 | Oranjestad, Aruba                                                   | Retiene el título WBC Continental Americas del peso supermediano                                  |
| G                                           | 35–3    | Augustine Renteria   | TKO  | 4 (10), 1:33  | 31-07-1999 | Chumash Casino Resort, Santa Ynez, California, EE. UU.              |                                                                                                   |
| G                                           | 34–3    | Troy Watson          | UD   | 12            | 22-04-1999 | Hilton Anatole, Dallas, Texas, EE. UU.                              | Gana el título vacante WBC Continental Americas del peso supermediano                             |
| G                                           | 33–3    | Armando Campas       | KO   | 6 (10)        | 26-02-1999 | Hopland Sho-Ka-Wah Casino, Hopland, California, EE. UU.             |                                                                                                   |
| D                                           | 32–3    | Joseph Kiwanuka      | SD   | 10            | 04-08-1998 | The Palace, Auburn Hills, Míchigan, EE. }UU.                        |                                                                                                   |
| D                                           | 32–2    | Merqui Sosa          | UD   | 10            | 13-12-1997 | Concord Plaza Expo Center, Northlake, Illinois, EE. UU.             |                                                                                                   |
| D                                           | 32–1    | Bernard Hopkins      | TKO  | 11 (12), 1:23 | 20-07-1997 | Fantasy Springs Resort Casino, Indio, California, EE. UU.           | Por el título mundial de la IBF del peso medio                                                    |
| G                                           | 32–0    | Dave Hamilton        | TKO  | 2 (10), 2:42  | 07-06-1997 | Hawthorne Race Course, Cicero, Illinois, EE. UU.                    |                                                                                                   |
| G                                           | 31–0    | Sam Garr             | UD   | 10            | 25-02-1997 | The Pyramid, Long Beach, California, EE. UU.                        |                                                                                                   |
| G                                           | 30–0    | Ralph Monday         | KO   | 1 (10)        | 06-12-1996 | Miami, Florida, EE. UU.                                             |                                                                                                   |
| G                                           | 29–0    | Stacy Goodson        | KO   | 2 (10)        | 02-11-1996 | Nassau, Bahamas                                                     |                                                                                                   |
| G                                           | 28–0    | Jeff Johnson         | TKO  | 5 (10)        | 01-10-1996 | War Memorial Auditorium, Fort Lauderdale, Florida, EE. UU.          |                                                                                                   |
| G                                           | 27–0    | David McCluskey      | TKO  | 3             | 24-08-1996 | Valdosta, Georgia, EE. UU.                                          |                                                                                                   |
| G                                           | 26–0    | Gerald Reed          | UD   | 10            | 29-07-1996 | Cafe Casablanca, Hallandale, Florida, EE. UU.                       |                                                                                                   |
| G                                           | 25–0    | Tom Bentley          | TKO  | 3 (8)         | 15-06-1996 | Nassau, Bahamas                                                     |                                                                                                   |
| G                                           | 24–0    | James Gatlin         | MD   | 6             | 11-06-1996 | Foxwoods Resort Casino, Ledyard, Connecticut, EE. UU.               |                                                                                                   |
| G                                           | 23–0    | Kenneth Parker       | TKO  | 3             | 02-04-1996 | Atlantis Casino, Sint Maarten, Netherlands Antilles                 |                                                                                                   |
| G                                           | 22–0    | Guy Stanford         | TKO  | 2             | 26-03-1996 | Immokalee, Florida, EE. UU.                                         |                                                                                                   |
| G                                           | 21–0    | Danny Mitchell       | KO   | 2             | 24-02-1996 | Seville Beach Hotel, Miami Beach, Florida, EE. UU.                  |                                                                                                   |
| G                                           | 20–0    | Bill Bradley         | KO   | 1             | 16-01-1996 | War Memorial Auditorium, Fort Lauderdale, Florida, EE. UU.          |                                                                                                   |
| G                                           | 19–0    | Jerome Hill          | TKO  | 1             | 28-11-1995 | William B. Bell Auditorium, Augusta, Georgia, EE. UU.               |                                                                                                   |
| G                                           | 18–0    | Melvin Wynn          | TKO  | 4, 2:12       | 08-09-1995 | Hialeah, Florida, EE. UU.                                           |                                                                                                   |
| G                                           | 17–0    | Jesus Carlos Vélez   | TKO  | 2 (6)         | 22-07-1995 | Miami Beach, Florida, EE. UU.                                       |                                                                                                   |
| G                                           | 16–0    | John McClendon       | KO   | 1 (6), 2:47   | 27-06-1995 | War Memorial Auditorium, Fort Lauderdale, Florida, EE. UU.          |                                                                                                   |
| G                                           | 15–0    | Tyrone Dillard       | KO   | 1, 1:48       | 25-03-1995 | Miami Beach, Florida, EE. UU.                                       |                                                                                                   |
| G                                           | 14–0    | Carlos Betancourt    | TKO  | 1             | 25-02-1995 | Miami Beach, Florida, EE. UU.                                       |                                                                                                   |
| G                                           | 13–0    | Edison Martinez      | KO   | 3 (10), 2:20  | 06-02-1995 | Ramada Hotel, West Palm Beach, Florida, EE. UU.                     |                                                                                                   |
| G                                           | 12–0    | Bill Bradley         | UD   | 10            | 16-12-1994 | Miami Beach, Florida, EE. UU.                                       |                                                                                                   |
| G                                           | 11–0    | Jesus Carlos Velez   | SD   | 8             | 19-11-1994 | Miami Beach, Florida, EE. UU.                                       |                                                                                                   |
| G                                           | 10–0    | Gustavo Gonzalez     | UD   | 6             | 15-10-1994 | Miami Beach, Florida, EE. UU.                                       |                                                                                                   |
| G                                           | 9–0     | Joe Harris           | TKO  | 4             | 08-09-1994 | Rodeo Arena, Davie, Florida, EE. UU.                                |                                                                                                   |
| G                                           | 8–0     | Jesus Carlos Velez   | UD   | 6             | 03-09-1994 | Miami Beach, Florida, EE. UU.                                       |                                                                                                   |
| G                                           | 7–0     | Vincent Godbolt      | KO   | 3             | 05-08-1994 | Miami Beach, Florida, EE. UU.                                       |                                                                                                   |
| G                                           | 6–0     | Ralph Monday         | UD   | 4             | 08-04-1994 | Cape Coral, Florida, EE. UU.                                        |                                                                                                   |
| G                                           | 5–0     | Dwayne Waldon        | UD   | 6             | 22-10-1993 | War Memorial Auditorium, Fort Lauderdale, Florida, EE. UU.          |                                                                                                   |
| G                                           | 4–0     | Anthony Brooks       | MD   | 4             | 30-08-1993 | War Memorial Auditorium, Fort Lauderdale, Florida, EE. UU.          |                                                                                                   |
| G                                           | 3–0     | James Mullins        | KO   | 3 (4)         | 26-06-1993 | Newcastle, North Carolina, EE. UU.                                  |                                                                                                   |
| G                                           | 2–0     | Jerry Reyes          | KO   | 3 (4)         | 27-03-1993 | George Town, Cayman Islands                                         |                                                                                                   |
| G                                           | 1–0     | Yurek Del Rio        | TKO  | 1 (4)         | 19-02-1993 | Airport Hilton, Fort Lauderdale, Florida, EE. UU.                   | Debut profesional                                                                                 |